# Novomykolajivský rajón
Novomykolajivský rajón (ukrajinsky Новомиколаївський район) byl rajón v Záporožské oblasti na Ukrajině. Hlavním městem byla Novomykolajivka a rajón měl přibližně 15 tisíc obyvatel. 

## Sídla v rajónu
- Novomykolajivka
- Ternuvate